# Родригес, Ричард
Ричард Родригес (исп. Richard Rodriguez; род. 10 декабря 1969) — арубский легкоатлет, выступавший в спортивной ходьбе, беге на длинные дистанции и марафонском беге. Участник летних Олимпийских игр 2000 года.

## Биография
Ричард Родригес родился 10 декабря 1969 года.
В 1988 году участвовал в юниорском чемпионате мира по лёгкой атлетике в Садбери. В ходьбе на 20 км занял предпоследнее, 31-е место с результатом 1 час 12 минут 2 секунды.
В 1999 году на чемпионате мира по лёгкой атлетике в Севилье занял предпоследнее, 64-е место (2:35.51).
В 2000 году вошёл в состав сборной Арубы на летних Олимпийских играх в Сиднее. В марафонском беге не смог завершить дистанцию. Был знаменосцем сборной Арубы на церемонии открытия Олимпиады.
В том же году на чемпионате мира по полумарафону в Веракрусе занял 98-е место (1:24.32).
В 2003 году на чемпионате Южной Америки и Карибского бассейна занял 21-е место (46.06) на дистанции 12 км, но в командном зачёте он завоевал бронзовую медаль.

## Личный рекорд
- Бег на 800 метров - 2.00,32 (21 июля 2001, Гватемала)[2]
- Ходьба на 20 км — 1:12.02 (31 июля 1988, Садбери)[2]
- Полумарафон — 1:24.32 (12 ноября 2000, Веракрус)[2]
- Марафон — 2:30.24 (1988)[4]